# Composetia budaiensis
Composetia budaiensis is een borstelworm uit de familie van de Nereididae. De wetenschappelijke naam van de soort werd voor het eerst geldig gepubliceerd in 2018 door Hsueh.